# Benjamin Lee Whorf
Benjamin Lee Whorf (24. dubna 1897 – 26. července 1941) byl americký lingvista a antropolog.

## Význam
Svým dílem umožnil vznik lingvistické antropologie, etnolingvistiky a psycholingvistiky. Proslul především názorem, někdy označovaným jako Sapirova-Whorfova hypotéza, že mluvčí různých jazyků jsou silně determinováni při vnímání světa specifiky svého jazyka. Protože Whorf nevěřil, že by jazyky měly nějaký společný základ (nějakou „generativní gramatiku“, v níž věří např. Noam Chomsky), jejich rozdílnost je dle Whorfa veliká, při jejich formaci hrály často roli nahodilé okolnosti, a proto lidé různých kultur a jazyků konceptualizují svět zcela jinak. Takto jazykem naformovaný svět je do značné míry nepochopitelný pro příslušníka jiného světa zformovaného jiným jazykem. Hypotéza nese též jméno Edwarda Sapira, který byl Whorfovým učitelem. Velký vliv na Whorfa měl i Franz Boas. Jejich lingvistický relativismus (což byl pojem, který preferoval sám Whorf) měl velký vliv na sociální a humanitní vědy 2. poloviny 20. století a započal to, co se někdy nazývá „postmoderní obrat“ západní filozofie a civilizace. Sluchu se mu dostalo především v 60. letech 20. století, kdy byla vydána řada nepublikovaných Whorfových děl a jeho činnost byla teprve doceněna. Whorfa k zastávání lingvistického relativismu přivedlo studium indiánských jazyků (k němuž se dostal od studia biblické hebrejštiny a ještě původnějšího studia chemie). Zvláštní zájem věnoval jazyku kmene Hopi a mayskému písmu.